# Чемпионат Европы по лёгкой атлетике в помещении 2019 — пятиборье (женщины)
Соревнования в пятиборье у женщин на чемпионате Европы по лёгкой атлетике в помещении 2019 года прошли 1 марта в Глазго на Арене Содружества.
К участию были допущены 12 многоборок: 4 лучших по итогам летнего сезона 2018 года и ещё 8 — на основании результатов в зимнем сезоне 2019 года.
Действующей зимней чемпионкой Европы в пятиборье являлась Нафиссату Тиам из Бельгии. Она не защищала свой титул из-за травмы.

## Медалисты
| Золото                                  | Серебро                     | Бронза              |
| Катарина Джонсон-Томпсон Великобритания | Ниам Эмерсон Великобритания | Солен Ндама Франция |

## Рекорды
До начала соревнований действующими были следующие рекорды в помещении.
| Мировой рекорд                   | Наталья Добрынская Украина              | 5013 очков | Стамбул, Турция  | 9 марта 2012    |
| Рекорд Европы                    | Наталья Добрынская Украина              | 5013 очков | Стамбул, Турция  | 9 марта 2012    |
| Рекорд чемпионатов Европы        | Катарина Джонсон-Томпсон Великобритания | 5000 очков | Прага, Чехия     | 6 марта 2015    |
| Лучший результат сезона в мире   | Солен Ндама Франция                     | 4672 очка  | Мирамас, Франция | 17 февраля 2019 |
| Лучший результат сезона в Европе | Солен Ндама Франция                     | 4672 очка  | Мирамас, Франция | 17 февраля 2019 |

## Расписание
| Дата         | Время | Раунд соревнований |
| ------------ | ----- | ------------------ |
| 1 марта 2019 | 10:05 | 60 м с барьерами   |
| 1 марта 2019 | 10:45 | Прыжок в высоту    |
| 1 марта 2019 | 13:15 | Толкание ядра      |
| 1 марта 2019 | 19:04 | Прыжок в длину     |
| 1 марта 2019 | 21:23 | 800 м              |

Время местное (UTC±00:00)

## Результаты
Обозначения: WR — Мировой рекорд | ER — Рекорд Европы | CR — Рекорд чемпионатов Европы | NR — Национальный рекорд | NU23R — Национальный рекорд среди молодёжи | WL — Лучший результат сезона в мире | EL — Лучший результат сезона в Европе | PB — Личный рекорд | SB — Лучший результат в сезоне | DNS — Не стартовала | DNF — Не финишировала | NM — Без результата | DQ — Дисквалифицирована

На старт вышли многоборки из 10 стран. В отсутствие действующей чемпионки Нафиссату Тиам никто не смог навязать борьбу Катарине Джонсон-Томпсон. Даже несмотря на традиционно невысокий результат в толкании ядра, она сохранила первое место после трёх видов соревнований, после чего путь к победе стал открытым. В этих условиях основной целью Джонсон-Томпсон стал мировой рекорд, однако неудачный результат в прыжке в длину (6,53 м при личном рекорде 6,95 м) сделал эту задачу трудновыполнимой. В беге на 800 метров она финишировала с лучшим временем в карьере для помещений (2.09,13) и набрала 4983 очка — четвёртый результат в истории лёгкой атлетики, на 17 очков хуже личного и национального рекордов, на 30 очков хуже мирового.
По ходу соревнований Джонсон-Томпсон повторила высшее достижение чемпионатов в прыжке в высоту для пятиборок (1,96 м), а также улучшила в беге на 800 метров. Ещё один рекорд соревнований установила француженка Солен Ндама в беге на 60 метров с барьерами (8,09).
19-летняя чемпионка мира среди юниоров 2018 года Ниам Эмерсон показала лучшие результаты в карьере во всех пяти видах и завоевала серебряную медаль. Она стала первой спортсменкой моложе 20 лет, набравшей сумму более 4700 очков — 4731.
20-летняя Солен Ндама из Франции повторила национальный рекорд (4723 очка) и стала бронзовым призёром.

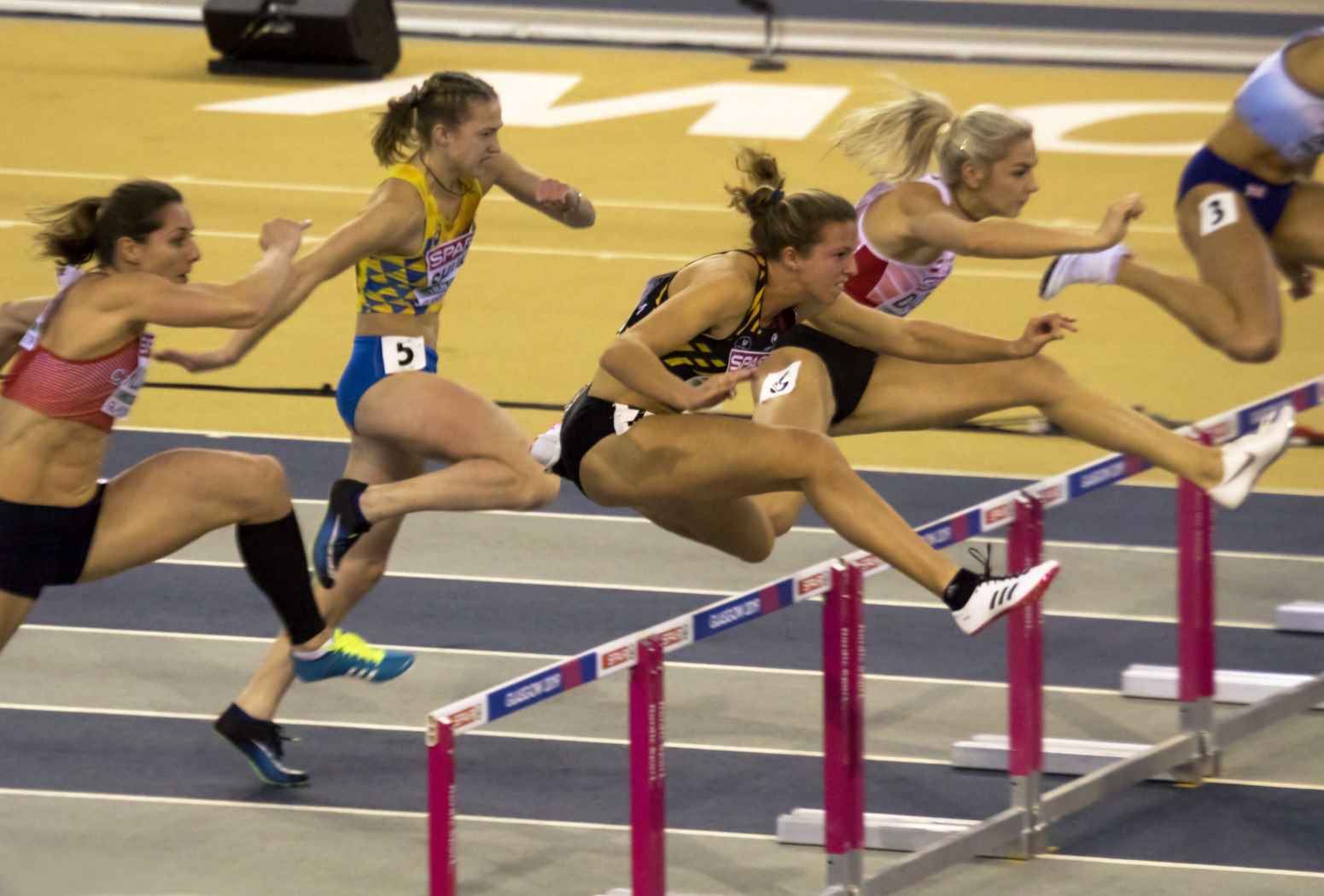
Бег на 60 метров с барьерами
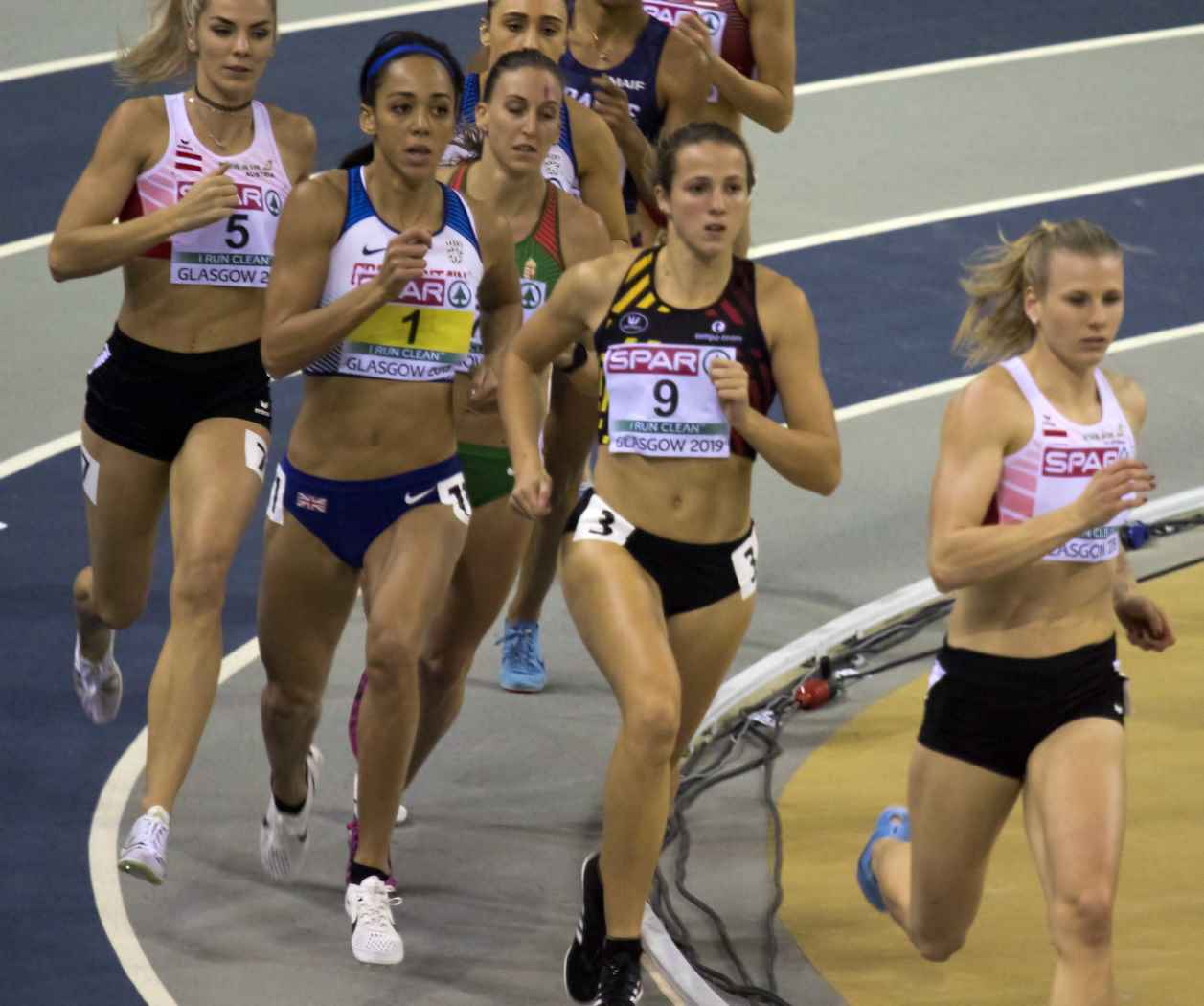
Бег на 800 метров
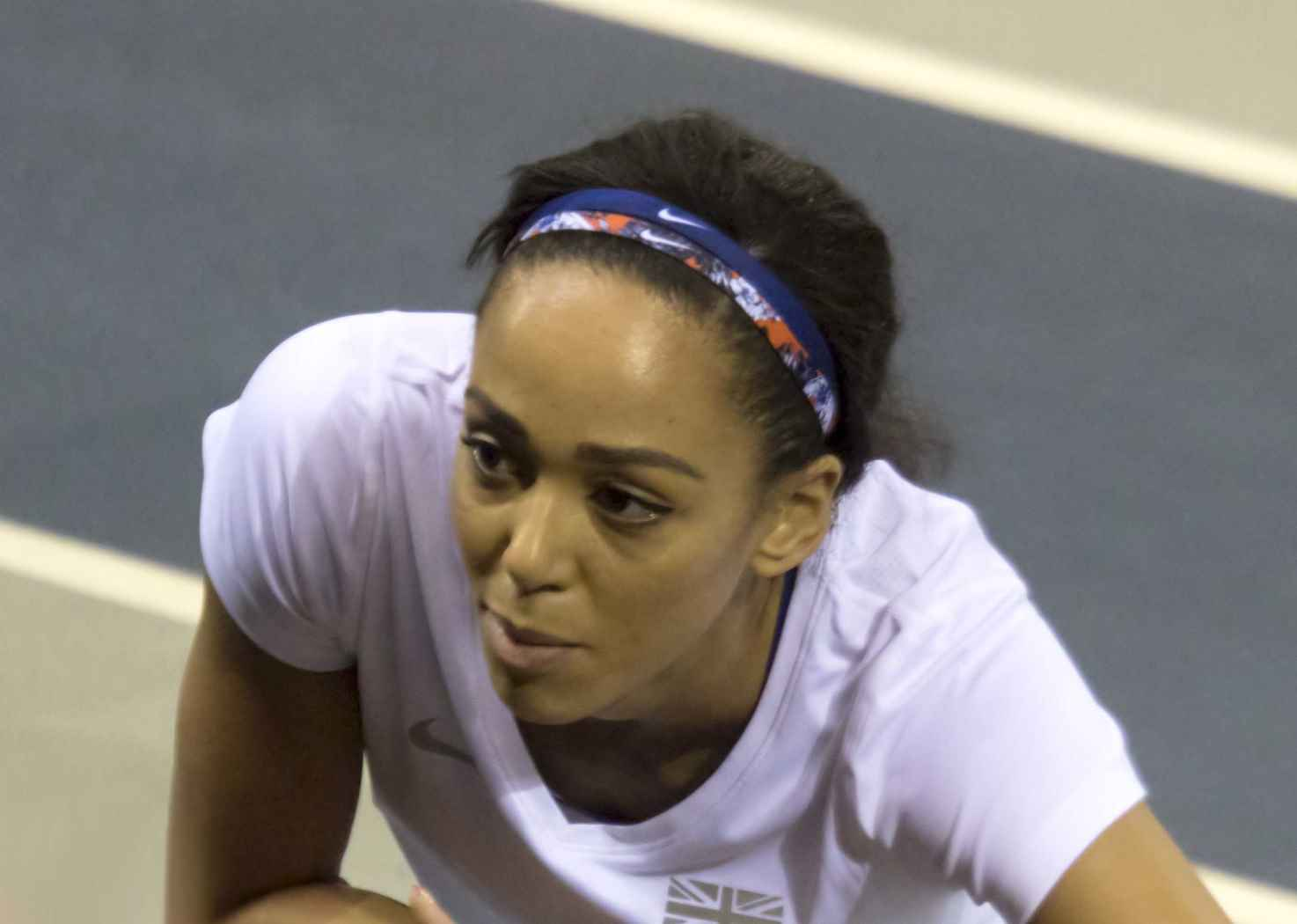
Чемпионка Катарина Джонсон-Томпсон

| Место | Спортсмен                | Гражданство    | 60 с/б | высота | ядро    | длина  | 800       | Очки | Примечания |
| ----- | ------------------------ | -------------- | ------ | ------ | ------- | ------ | --------- | ---- | ---------- |
| 1     | Катарина Джонсон-Томпсон | Великобритания | 8,27   | 1,96 м | 13,15 м | 6,53 м | 2:09.13   | 4983 | WL         |
| 2     | Ниам Эмерсон             | Великобритания | 8,54   | 1,87 м | 13,93 м | 6,29 м | 2:12.56   | 4731 | PB         |
| 3     | Солен Ндама              | Франция        | 8,09   | 1,78 м | 14,23 м | 6,21 м | 2:11.92   | 4723 | =NR        |
| 4     | Ивона Дадич              | Австрия        | 8,53   | 1,84 м | 13,33 м | 6,42 м | 2:12.15   | 4702 | SB         |
| 5     | Лаура Икауниеце          | Латвия         | 8,29   | 1,84 м | 13,31 м | 6,33 м | 2:14.01   | 4701 | NR         |
| 6     | Верена Прайнер           | Австрия        | 8,38   | 1,75 м | 14,32 м | 6,15 м | 2:09.91   | 4637 | PB         |
| 7     | Ксения Крижан            | Венгрия        | 8,45   | 1,78 м | 14,17 м | 6,05 м | 2:10.50   | 4608 | SB         |
| 8     | Ханне Мауденс            | Бельгия        | 8,59   | 1,75 м | 13,04 м | 6,33 м | 2:18.47   | 4440 |            |
| 9     | Мария Висенте            | Испания        | 8,36   | 1,75 м | 12,82 м | 6,33 м | 2:27.00   | 4363 |            |
| 10    | Элишка Клучинова         | Чехия          | 8,74   | 1,72 м | 14,73 м | 5,94 м | DNF       | 3518 |            |
| 11 !  | Алина Шух                | Украина        | 8,89   | 1,84 м | 14,28 м | 5,84 м | DNS       | DNF  |            |
| 12 !  | Анук Веттер              | Нидерланды     | 8,33   | 1,75 м | 15,40 м | DNS    | 3:00.00 ! | DNF  |            |